# CBC Radio Orchestra
La CBC Radio Orchestra era un'orchestra canadese con sede a Vancouver, Columbia Britannica, gestita dalla Canadian Broadcasting Corporation. Fino all'inizio degli anni '80 la CBC aveva un certo numero di orchestre situate a Winnipeg, Toronto, Montreal e Halifax, ma a causa dei tagli al budget del governo federale furono eliminate e la CBC Vancouver Orchestra fu promossa allo status nazionale. Cambiò nome nel 2000 per riflettere il suo status di unica orchestra di trasmissione della CBC; l'ultima orchestra radiofonica dell'America del Nord.

## Storia
L'orchestra fu fondata nel 1938 con il nome di CBC Vancouver Chamber Orchestra. Un predecessore della CBC, la rete Canadian National Railway Radio aveva anche un'orchestra radiofonica. La Canadian National Railway Radio Orchestra era diretta da Henri Miro nel 1931-1932.
Nel corso degli anni sono stati direttori ospiti Raffi Armenian, Kees Bakels, Michel Corboz, Victor Feldbrill, Serge Garant, Monica Huggett, Milton Katims, Gary Kulesha, Sir Ernest MacMillan, Ettore Mazzoleni, Geoffrey Moull, Harry Newstone, Yannick Nézet-Séguin, Jaap Schroeder, Georg Tintner, Owen Underhill, Heinz Unger e Jon Washburn. La maggior parte dei principali concertisti canadesi sono apparsi come solisti.
L'orchestra contava 45 membri al momento dell'annuncio del suo scioglimento. Ha avuto solo quattro direttori nella sua esistenza. Il primo fu John Avison che guidò l'orchestra fino al 1980. Per 2 anni il testimone fu tenuto da John Eliot Gardiner. Tra il 1984 e il 2006 il direttore principale è stato Mario Bernardi. Il 30 aprile 2006 il trombonista canadese Alain Trudel è stato nominato direttore musicale dell'orchestra, in sostituzione di Mario Bernardi dall'autunno 2006.
L'orchestra generalmente eseguiva due o tre serie di concerti (autunno e inverno/primavera) ogni stagione. Si è esibita al Festival di Vancouver per diversi anni. Tra le tournée passate sono state un Arctic Tour nel 1973, Coastal BC tournée all'inizio degli anni '70, Markham e Toronto, Ontario, alla fine degli anni '90, un viaggio a Yellowknife nel dicembre 2004 ed a Iqaluit, nell'Isola di Baffin nel settembre 2008. L'orchestra esegue la maggior parte dei suoi concerti presso la Chan Shun Concert Hall dell'Università della Columbia Britannica. Anche se di tanto in tanto si esibisce anche al Teatro Orpheum di Vancouver. Per 65 anni i principali servizi dell'orchestra sono stati la trasmissione in studio, la registrazione di LP in vinile e di CD; l'orchestra è responsabile di un programma attivo di commissione, esecuzione e registrazione di nuove composizioni canadesi. Nel 2004 un album delle sue registrazioni ha vinto un Juno Award per Large Ensemble Classical Recording. Questo piano aziendale di successo è stato successivamente modificato e si sono limitati a esibirsi in concerti pubblici solo alla Chan Shun Concert Hall di Vancouver.
La CBC ha anche formato la CBC Symphony Orchestra a Toronto nel 1952, facendo molto affidamento sui membri dell'Orchestra Sinfonica di Toronto. L'ensemble ha tenuto trasmissioni settimanali fino a quando non fu sciolta nel 1964.

## Scioglimento
L'orchestra è stata sciolta alla fine di novembre 2008.
La scomparsa della CBC Radio Orchestra è stata accolta con una reazione negativa nella comunità della musica classica e una larga diffusione sui media, tra cui una prima pagina, un ampio articolo sul Vancouver Sun, un articolo di spicco sul Georgia Straight di Vancouver e persino una cronaca sul New York Times. Ci sono state proteste anche al di fuori delle sedi della CBC in tutto il Canada. Diversi membri del Parlamento di diversi partiti hanno espresso la loro opposizione alla scomparsa dell'orchestra in una riunione del 2 maggio 2008 della Commissione permanente della Camera sul patrimonio canadese; Bill Siksay (NDP - Burnaby—Douglas), Denis Coderre (critico del patrimonio liberale canadese) e Ed Fast (conservatore - Abbotsford).

## National Broadcast Orchestra
Il 1º novembre 2008 il direttore musicale della CBCRO Alain Trudel annunciò che l'orchestra avrebbe tentato di continuare indipendentemente dalla CBC, come National Broadcast Orchestra of Canada con l'intenzione di eseguire da sei a 10 concerti all'anno con un contingente compreso tra 35 e 50 musicisti . La NBO avrà un budget previsto di 1 milione di dollari da fornire attraverso la raccolta fondi, anche se l'ensemble spera di qualificarsi alla fine per le sovvenzioni governative. Trudel afferma che l'orchestra continuerà a concentrarsi sulla musica nordamericana e sui nuovi lavori di compositori canadesi e intende essere un'orchestra multimediale che utilizza il webcasting e si occupa di progetti radiofonici e televisivi. Nel 2010 l'orchestra, con sede a Vancouver, si è preparata per il suo primo concerto; il programma includeva The Sparrow's Ledger, una composizione commissionata dalla CBC di Michael Oesterle.